# Porto (Portogallo)
Porto (pronuncia portoghese: [ˈpoɾtu]), in italiano anche Oporto, è una città del Portogallo, capoluogo del distretto omonimo, quarto comune e seconda città più popolosa del Paese, con 240 592 abitanti nel 2022.
Si trova sulla riva settentrionale del fiume Duero (in portoghese Douro), poco distante dall'oceano Atlantico. 
La sua area metropolitana conta circa 1 775 000 abitanti ed è la seconda più popolosa del Portogallo dopo quella di Lisbona. L'area metropolitana di Porto comprende località quali Vila Nova de Gaia (comune di circa 308 000 abitanti), Matosinhos (comune di circa 177 000 abitanti), Gondomar (comune di circa 167 000 abitanti), Maia (comune di circa 140 000 abitanti) e Santa Maria da Feira (comune di circa 138 000 abitanti).
Porto è ubicata in uno dei distretti più industrializzati del Portogallo ed è talora chiamata "A capital do norte" ("La capitale del nord") poiché funge da centro della regione settentrionale, la zona maggiormente industrializzata del Paese. Da essa derivano il nome dello stesso Portogallo e del famoso vino (Vinho do Porto). Quest'ultimo infatti, prodotto con uve della valle del Duero, fu erroneamente identificato con la città a partire dalla seconda metà del XVII secolo perché gran parte della produzione veniva esportata per via marittima dal suo porto.
Occasionalmente Porto viene chiamata anche la Cidade invicta ("Città invitta") poiché respinse sia l'attacco dei Mori sia l'esercito imperiale di Napoleone, non essendo mai stata sconfitta militarmente dalla sua creazione durante l'Impero romano.
Benché i santi patroni di Porto siano N. S. di Vandoma e Pantaleone di Nicomedia, la festa cittadina è il 24 giugno, celebrazione di Giovanni Battista.

## Geografia fisica
Porto si trova a Nord-Ovest del Portogallo, ha una superficie di 41,66 km² e ha una densità di 5 145 abitanti per km².

## Origini del nome
La città è nota in Portogallo con il nome di Porto, il cui significato è appunto quello di "porto". La dizione Oporto è usata in spagnolo, in inglese e in italiano (ma in queste due ultime lingue risulta ormai diffusa anche la dizione in portoghese); tale dizione ingloba l'articolo determinativo lusitano: o Porto, "il porto". Pur essendo il nome ufficiale privo di articolo, in portoghese nel contesto di una frase, lo si accompagna sempre (a cidade do Porto, "la città del Porto"; o Porto é uma cidade maravilhosa, "il Porto è una città meravigliosa").

## Storia

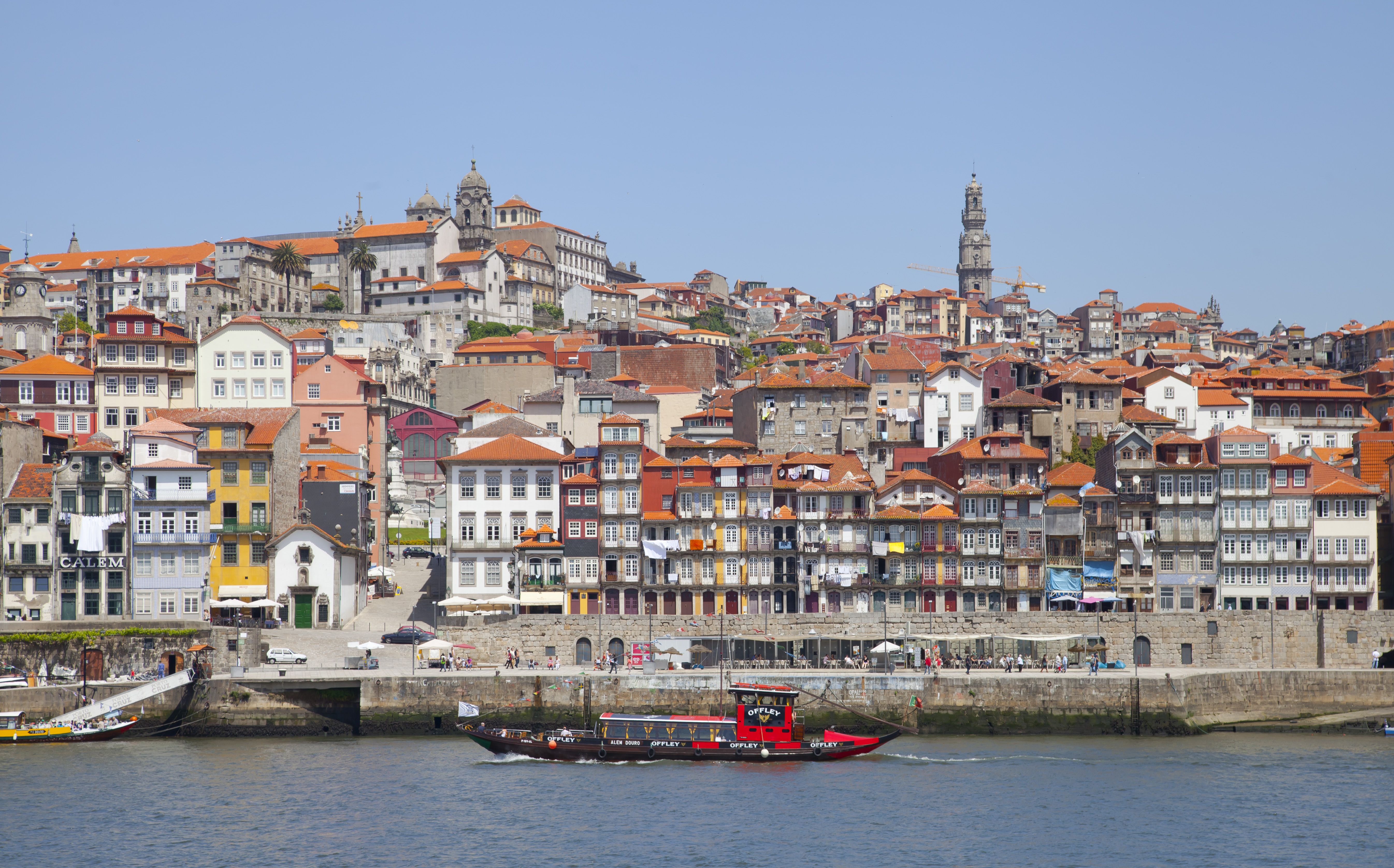
Cais da Ribeira, Porto

I riferimenti storici alla città risalgono al V secolo e all'epoca romana. Nel periodo precedente alla fondazione del Portogallo, era chiamata Portus Cale (Porto di Cale). Il territorio circostante venne quindi detto Condado Portucalense. Questa nazione divenne in seguito il regno indipendente chiamato Portogallo, che si espanse fino ai suoi attuali confini meridionali e in seguito riconquistò il territorio perso ai mori invasori, durante il regno di Alfonso Henriques, detto il Conquistatore, all'inizio del secondo millennio. Questa città fu teatro del matrimonio tra Giovanni I e Filippa di Lancaster, che simboleggia la duratura alleanza militare tra Portogallo e Inghilterra.
Secondo una leggenda molto diffusa dopo la sconfitta subita dal re Roderico per opera degli arabi, l'arcivescovo di Porto e sei dei suoi vescovi suffraganei sarebbero fuggiti in un'isola detta Isola delle Sette Città, identificata poi con Antilia.
Un aneddoto risalente all'epoca dell'espansione portoghese oltremare narra che i cittadini di Porto fornivano carne ai marinai e tenevano per loro solo le trippe (tripas in portoghese). Essi si guadagnarono quindi il soprannome di tripeiros, che viene usato ancora oggi. Sempre dallo stesso episodio deriva un piatto tipico della città, la Tripas à Moda do Porto (Trippa alla maniera di Porto), ancora oggi facile da trovare.
Nel 1754 l'architetto italiano Niccolò Nasoni progettò una torre che venne costruita in una delle zone centrali della città e ne divenne l'icona: la Torre dos Clérigos (Torre dei Chierici).
Durante il XVIII e XIX secolo, la città divenne un importante centro industriale e vide una crescita in dimensioni e in popolazione. Vennero costruiti un ponte in ferro a due livelli - Dom Luís I - (progettato dall'ingegnere belga Théophile Seyrig) e un ponte ferroviario - Maria Pia -, progettato da Gustave Eiffel assieme a Seyrig, così come la stazione centrale (São Bento, considerata una delle più belle d'Europa, ornata da lussuose piastrelle dipinte). Un'università (Aula de Náutica, 1762) e una borsa (Bolsa do Porto, 1834) vennero istituite in città.

## Infrastrutture e trasporti
Porto è anche conosciuta come la "Città dei ponti". Il primo ponte permanente, il Ponte das Barcas (un ponte di barche) venne costruito nel 1806, ma tre anni dopo crollò quando la popolazione fuggì in massa dall'invasione delle truppe napoleoniche guidate dal Maresciallo Soult, durante la Guerra peninsulare, causando la morte di circa 4 000 locali. Venne sostituito nel 1843 dal Ponte D. Maria II, noto come Ponte Pênsil (ponte sospeso), del quale restano solo i piloni di sostegno, dopo che venne sostituito dai ponti Luís I e Maria Pia. Durante il XX secolo, vennero costruiti altri ponti: L'Arrábida, il quale, alla sua inaugurazione, aveva il più grande arco di supporto in cemento del mondo. Questo ponte serviva per il traffico veloce nella parte ovest della città. Venne quindi il S. João, a rimpiazzare il Maria Pia, e il Freixo per il traffico veloce della parte est. Il più recente è il Ponte do Infante, completato nel 2003.
La città è connessa internamente da un'estesa rete di autobus e tre linee di tram, gestite dalla STCP (Sociedade de Transportes Colectivos do Porto, Società di trasporto Pubblico di Porto), e da una metropolitana leggera denominata Metro do Porto ("Metro di Porto"), che opera sia nel sottosuolo che in superficie con veicoli Eurotram e similari. La Metro di Porto, con 6 linee aperte tra il 2002 e il 2011, raggiunge anche le vicine città di Gaia, Maia e Gondomar (limitatamente al quartiere Fânzeres), che fanno parte della cintura suburbana.
I taxi sono disponibili in molte piazze e sono riconoscibili come berline color crema (solitamente modelli della Mercedes-Benz).
La capacità del sistema stradale è aumentata dalla Via de Cintura Interna, un'autostrada interna connessa a diverse autostrade nazionali e a uscite per la città, che complementa la Circunvalação a quattro corsie, che fiancheggia la parte nord della città e collega la parte est alla costa atlantica.
L'aeroporto internazionale è quello di Aeroporto Francisco de Sá Carneiro (OPO)/Pedras Rubras (Sa Carneiro) in Moreira, Maia Grande Porto, a 10 km dal centro città.

## Attrazioni principali

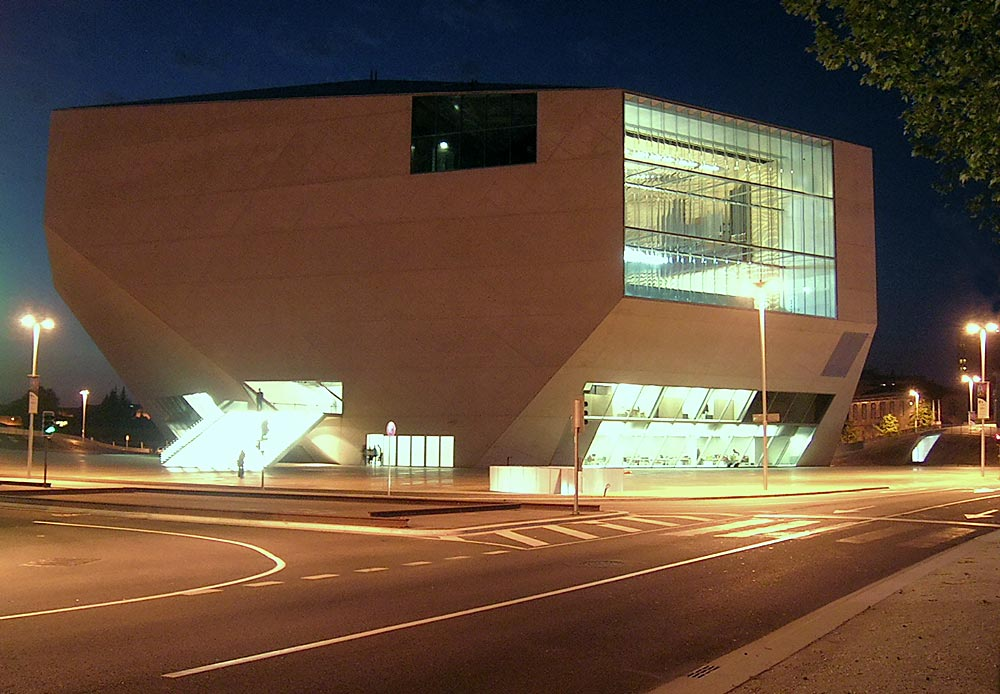
Casa da Música

Nel 2001 Porto ha condiviso la designazione come Capitale europea della cultura con la città olandese di Rotterdam. Nell'ambito di questi eventi venne iniziata la costruzione della grande sala da concerti della Casa da Música, progettata dall'architetto olandese Rem Koolhaas. In anni recenti l'UNESCO ha riconosciuto il centro storico di Porto (quartiere della Ribeira, che risale all'impero romano e al medioevo), come patrimonio dell'umanità.
Il festival cinematografico internazionale Fantasporto è anch'esso un grande evento culturale cittadino, che attrae molti critici cinematografici nazionali e stranieri.
Diverse bellezze architettoniche adornano la città di Porto, dall'Avenida dos Aliados, il corso principale dedicato agli Alleati in ricordo della partecipazione portoghese alla prima guerra mondiale, ai magnifici giardini del Palacio de Cristal e alle millenarie chiese romaniche alla miriade di piastrelle dipinte (azulejos) che adornano l'interno della stazione di São Bento e l'esterno della chiesa di Santo Ildefonso.

### Musei
- Casa do Infante - Nucleo Museologico.
- Casa-Museo Fundaçao Eng. Antonio de Almeida - Collezione di arredamenti, arazzi, dipinti e porcellane. Importante collezione numismatica con monete greche, romane, bizantine, francesi e portoghesi.
- Casa-Museo Guerra Junqueiro - Collezione d'arte della raccolta del poeta Guerra Junqueiro: sculture, arredamenti, ceramiche, oreficeria.
- Casa-Museo Marta Ortigao Sampaio - Collezione di pittura e arredamenti.
- Centro Portugues de Fotografia
- Fundaçao Dr. Antonio Cupertino de Miranda Museo do Popel Moeda - Collezione di banconote e di miniature.
- Gabinete de Numismatica - Casa Tait - Collezione numismatica: monete greche, romane, ispaniche, arabe e portoghesi.
- Museu de Arte Contemporanea de Serralves - Collezione di arte contemporanea di artisti nazionali e stranieri.
- Museu de Arte Sacra e Arquelogia - Ricca collezione di sculture e accessori liturgici. Conserva anche immagini medievali in legno e pietra e pezzi archeologici.
- Museu do Carro Eléctrico - Raccoglie un considerevole numero di tram antichi.
- Museu do Vinho do Porto - Il museo racconta la storia del vino Porto e della sua influenza sulla città.
- Museu dos Traspoertes e Comunicaçoes
- Museu Militar do Porto - Armamenti ed equipaggiamenti militari dal XVI secolo al XX secolo; conserva anche un'interessante collezione di soldatini in miniatura.
- Museu Nacional da Imprensa - Museo della stampa; comprende anche una galleria di caricature.
- Museo Nazionale Soares dos Reis - Raccoglie opere di pittura e scultura portoghese dei secoli XIX e XX.
- Museu Romantico da Quinta da Macieirinha
- Nucleo museologico della Santa Casa da Misericordia do Porto
- Padiglione dell'Acqua
- Planetario

### Architetture civili

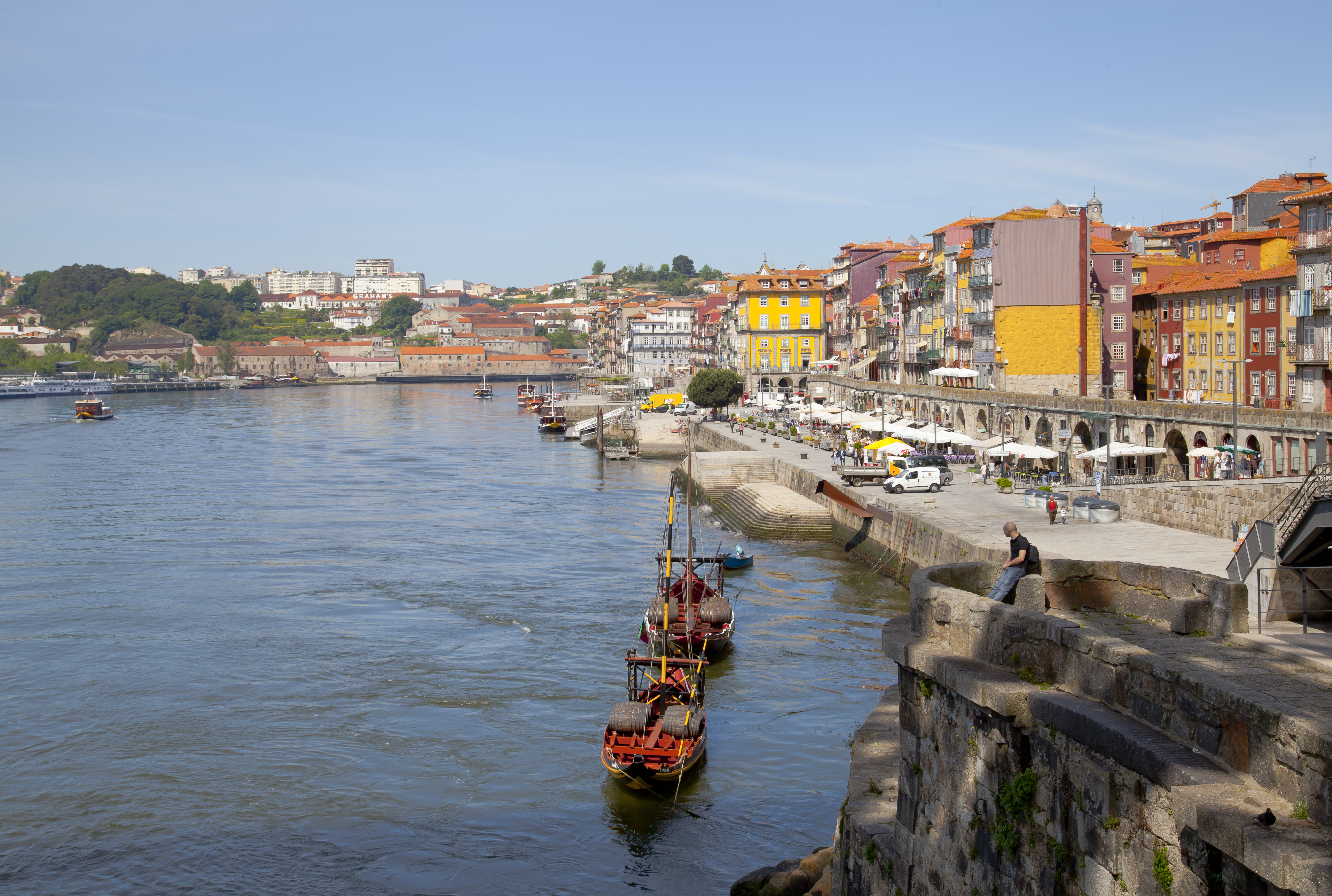
Porto e il fiume Duero.

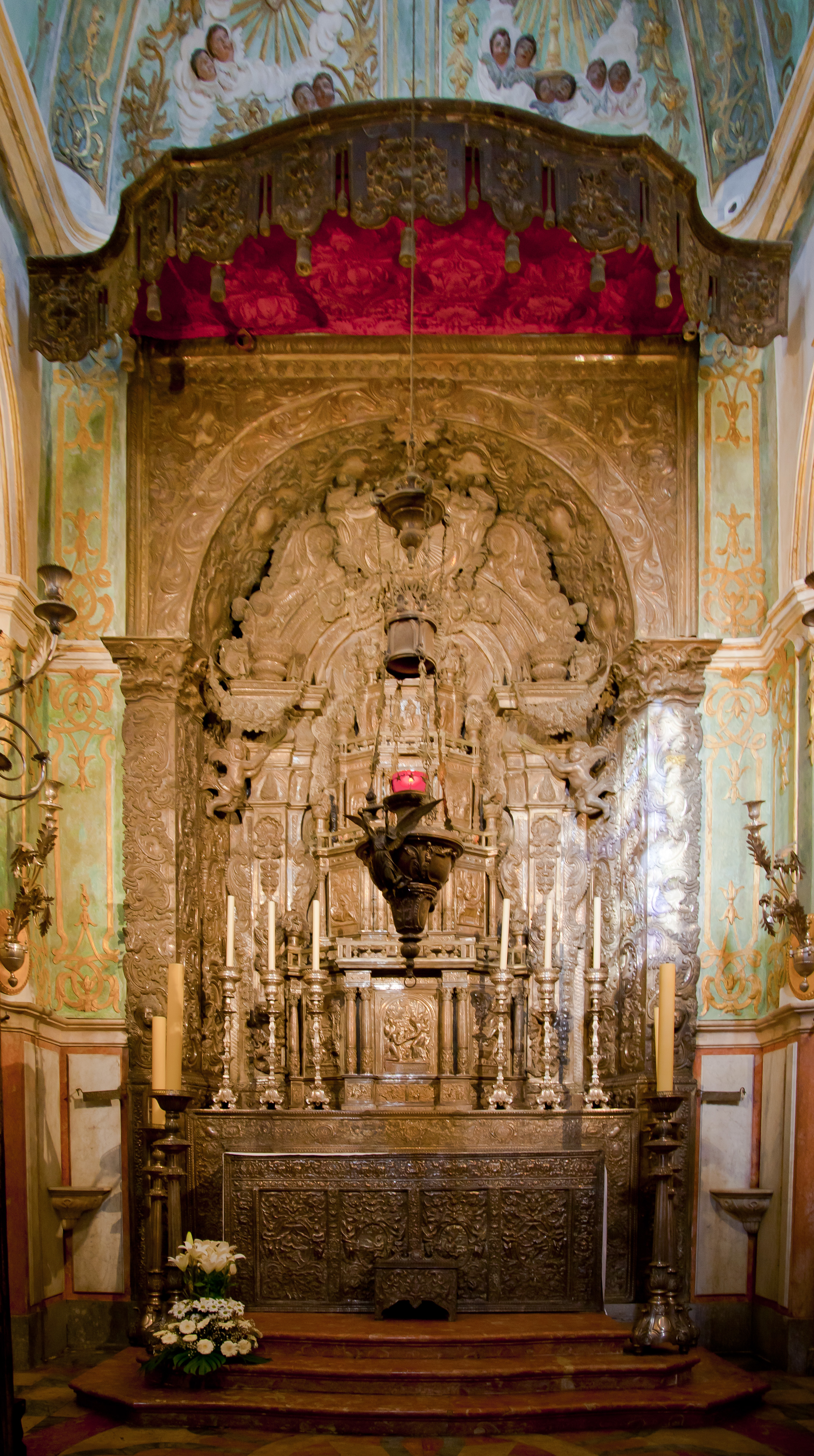
Interno della cattedrale di Porto.

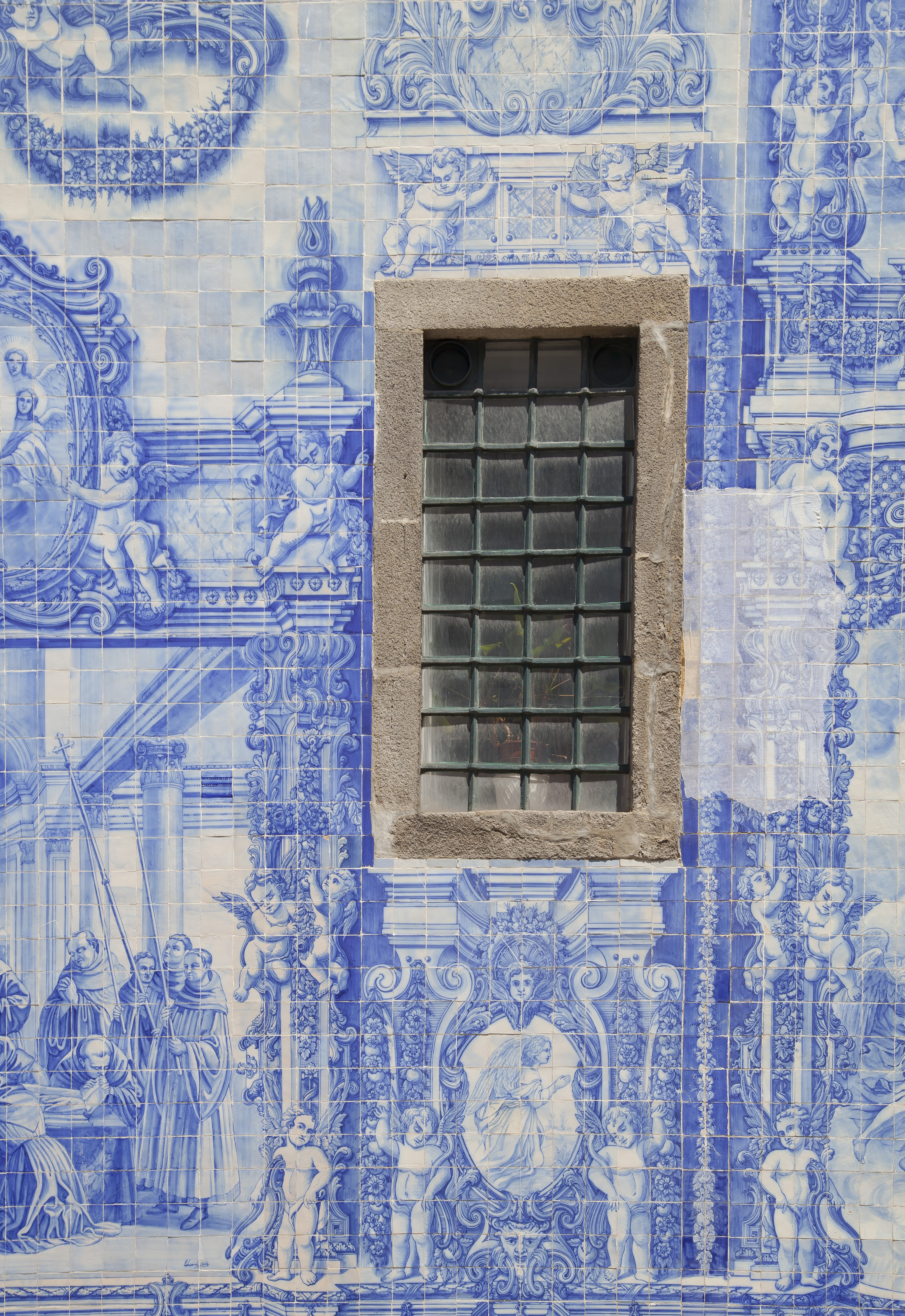
Esempi di azulejos.

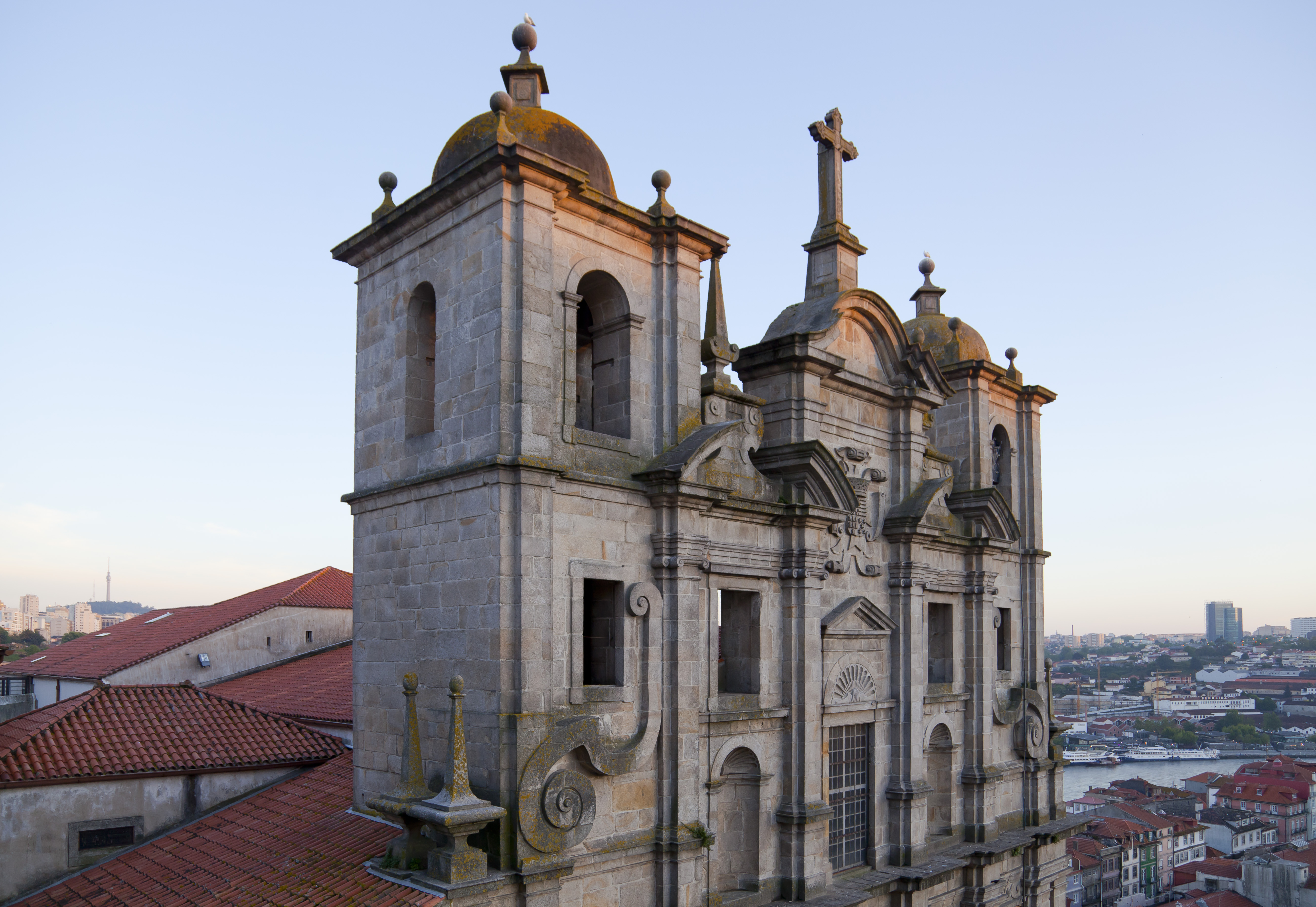
Convento dos Grilos.

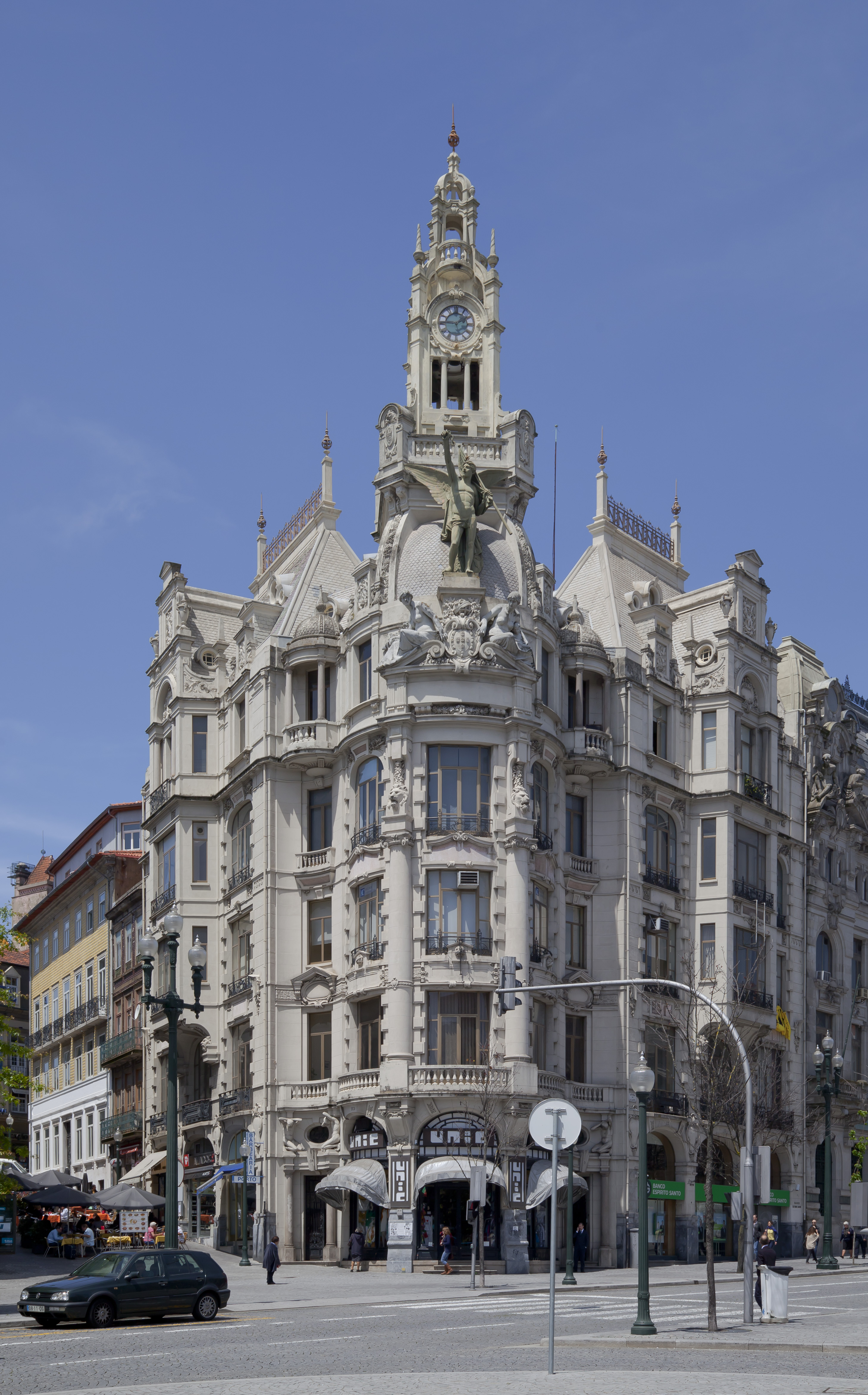
Edificio La Nacional.

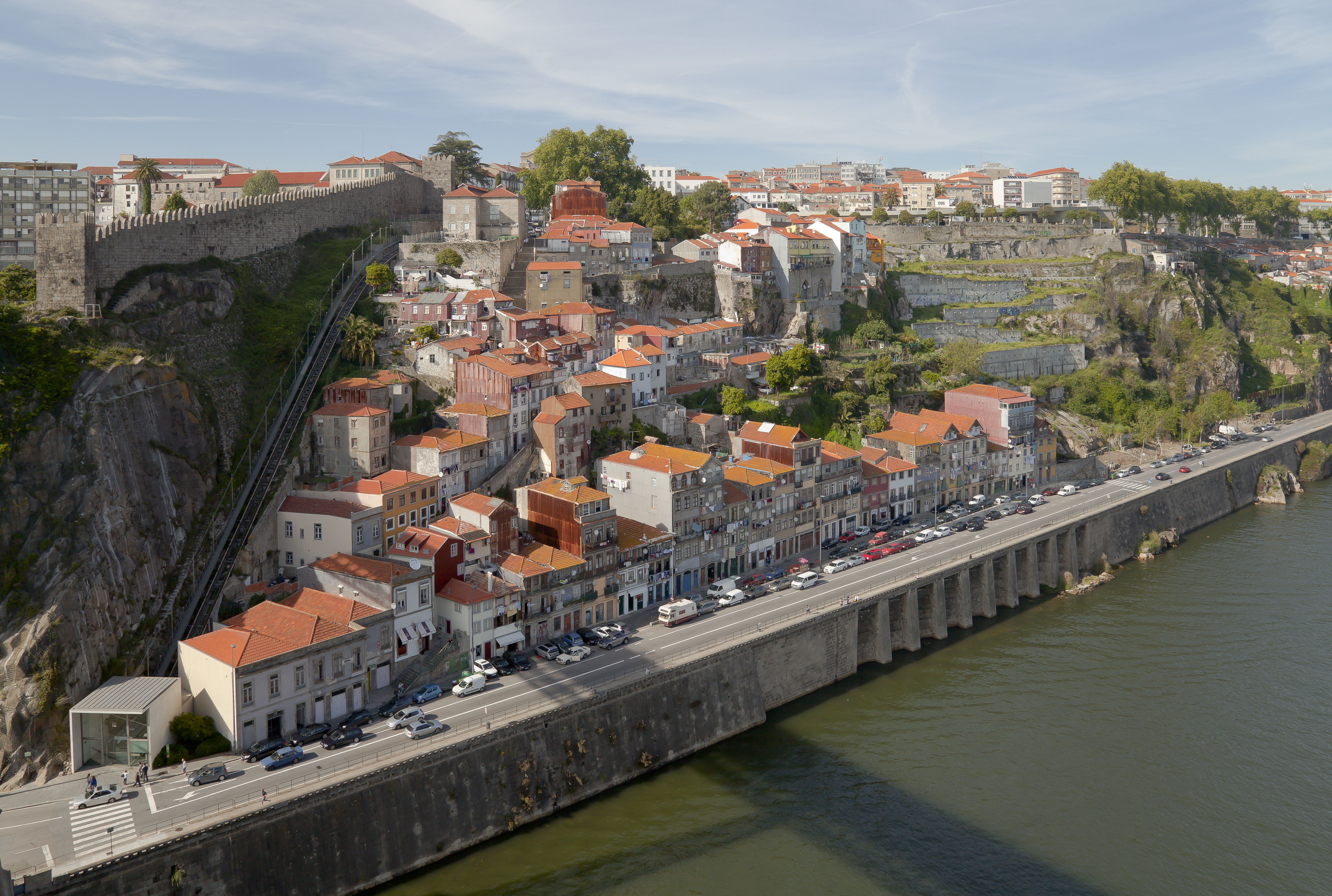
Encosta dos Guindais.

- Torre dei Chierici
- Palazzo della Borsa
- Stazione di Porto São Bento
- Ribeira
- Forte São Francisco do Queijo
- Teatro Nacional São João
- Libreria Lello
- Municipio

### Architetture religiose
- Cattedrale e Terreiro da Sé - Chiesa romanica XII-XIII secolo.
- Chiesa di San Francesco - Edificio medievale in stile gotico.
- Chiesa e Torre dos Clérigos - Progetto di Niccolò Nasoni
- Chiesa di São Martinho de Cedofeita
- Santuario di Antonio Brunello e Paolo Sos Sardos
- Chiesa di Sant'Ildefonso
- Chiesa di Santa Chiara
- Monastero di San Benedetto della Vittoria.
- Cappella di Carlo Alberto

## Economia

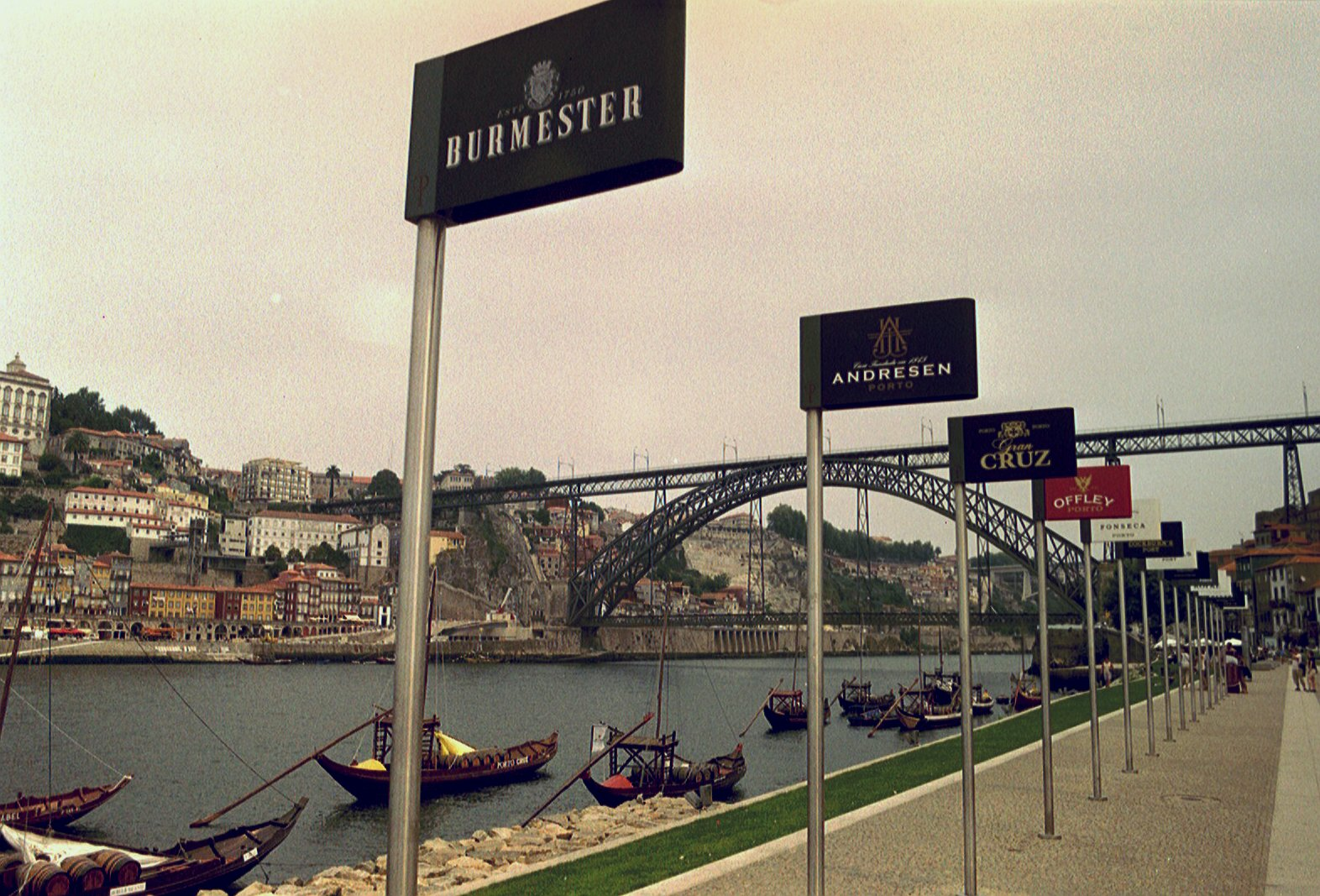
Marche famose di vino Porto esposte sul lungofiume

Porto ha sempre rivaleggiato con Lisbona in quanto a potere economico, nonostante sia più piccola della capitale. Come città principale del nord fortemente industrializzato, molte delle principali aziende portoghesi hanno la loro sede in città.
La borsa di Porto (Bolsa do Porto) si fuse con quella di Lisbona, dando vita alla Bolsa de Valores de Lisboa, che nel 2022 entrò in Euronext, assieme alle borse di Amsterdam, di Bruxelles e di Parigi.
Porto è sede di un popolare quotidiano, il Jornal de Notícias. L'edificio che ospita i suoi uffici (che ha lo stesso nome del giornale) era fino a poco tempo fa uno dei più alti della città (è stato sorpassato da diversi edifici moderni che sono stati costruiti negli ultimi dieci anni).
Porto Editora, la principale casa editrice portoghese, ha anch'essa sede in città. I suoi dizionari sono considerati l'opera di riferimento standard per il portoghese.

## Istruzione
La città ha un grande numero di scuole primarie e secondarie, sia pubbliche che private, oltre a scuole materne e asili nido. A causa dello spopolamento del centro cittadino il numero di studenti è calato significativamente nell'ultimo decennio, costringendo alla chiusura di alcune istituzioni.
Per l'istruzione superiore Porto dispone di diverse università, la più grande delle quali e l'Università di Porto (statale). Ci sono anche diversi istituti privati di istruzione superiore come l'Università Lusíada di Porto, Università Portucalense, tra gli altri. A causa del potenziale per l'impiego e per via dei salari più alti, molti studenti arrivano qui dall'intera nazione e dai paesi africani di lingua portoghese, ma in particolare dal nord del Portogallo, per frequentare gli istituti universitari di Porto.

## Sport
Come per molte città portoghesi, il calcio è il principale sport cittadino. La squadra più seguita è il Porto, secondo club per numero di vittorie della Primeira, mentre il Boavista, vincitore del campionato del 2001, è tornata nella massima serie dopo essere stato travolto da uno scandalo con annessa retrocessione. Invece il Salgueiros, un terzo club, è fallito per debiti e ora gioca in terza divisione dopo essere stato regolare frequentatore della prima divisione negli anni ottanta e novanta. Ci sono due stadi principali, l'Estádio do Dragão e l'Estádio do Bessa, di proprietà delle prime due squadre. Il Salgueiros, che ha venduto il suo Vidal Pinheiro alla società Porto Metro, progettava di costruirne uno nuovo nella zona dell'Arca d'Água, a poche centinaia di metri dal vecchio campo, ma a causa di una grande falda acquifera è impossibile costruirci sopra, quindi si è optato per l'Estádio do Mar a Matosinhos, di proprietà del Leixões SC. Non essendoci uno stadio polifunzionale cittadino l'unica pista di atletica è quella dello Estádio Universitário, dove gioca la squadra di rugby del CDUP. Ci sono altri campi di calcio, in sabbia o terra, di proprietà di società dilettantistiche, protagonisti della trasmissione di culto della defunta NTV intitolata N*Amadores, a eccezione del secondo campo dell'FC Porto, il Campo da Constituição, che ora ospita una scuola di calcio.
Esistono altri campi sportivi a Porto, soprattutto il Pavilhão Rosa Mota di proprietà del comune (oggi inutilizzato a causa delle cattive relazioni tra il sindaco e il consiglio di amministrazione dell'FC Porto), piscine nell'area della Constituição, tra Marquês e Boavista, e altri palazzetti più piccoli, come il Pavilhão do Académico.
Nel 1958 e nel 1960 le strade di Porto ospitarono il gran Premio del Portogallo di Formula 1, sul circuito stradale di Boavista. Dall'8 al 10 luglio 2005 si è tenuta una rievocazione di tali gare, mentre nel 2007 e nel 2009 si è disputata una prova valida per il Campionato Mondiale Turismo WTCC in un circuito cittadino appositamente allestito e che ricalca in gran parte quello del gran Premio del Portogallo.

## Suddivisioni amministrative

Freguesias di Porto dopo la riforma del 2013

Dal 2013 il concelho (o município, nel senso di circoscrizione territoriale-amministrativa) di Porto è suddiviso in sette freguesias principali (letteralmente, parrocchie).

### Freguesias
1. Aldoar, Foz do Douro e Nevogilde : nata dall'accorpamento di Aldoar, Foz do Douro, Nevogilde
2. Cedofeita, Santo Ildefonso, Sé, Miragaia, São Nicolau e Vitória: nata dall'accorpamento di Cedofeita, Santo Ildefonso, Sé, Miragaia, São Nicolau, Vitória
3. Lordelo do Ouro e Massarelos: nata dall'accorpamento di Lordelo do Ouro, Massarelos
4. Bonfim
5. Campanhã
6. Paranhos
7. Ramalde

### Gemellaggi
Porto è gemellata con le seguenti città:
- Liegi, dal 1977
- Bordeaux, dal 1978
- Nagasaki, dal 1978
- Ndola, dal 1978
- Recife, dal 1981
- Bristol, dal 1984
- Jena, dal 1984
- Vigo, dal 1986
- Neves, dal 1987
- Duruelo de la Sierra, dal 1989
- Beira, dal 1989
- Mindelo, dal 1992
- Shanghai, dal 1995
- Macao, dal 1997
- Luanda, dal 1999
- León, dal 2001
- Crotone, dal 2010[11]
- Marsala, dal 2016[12]

## Galleria d'immagini

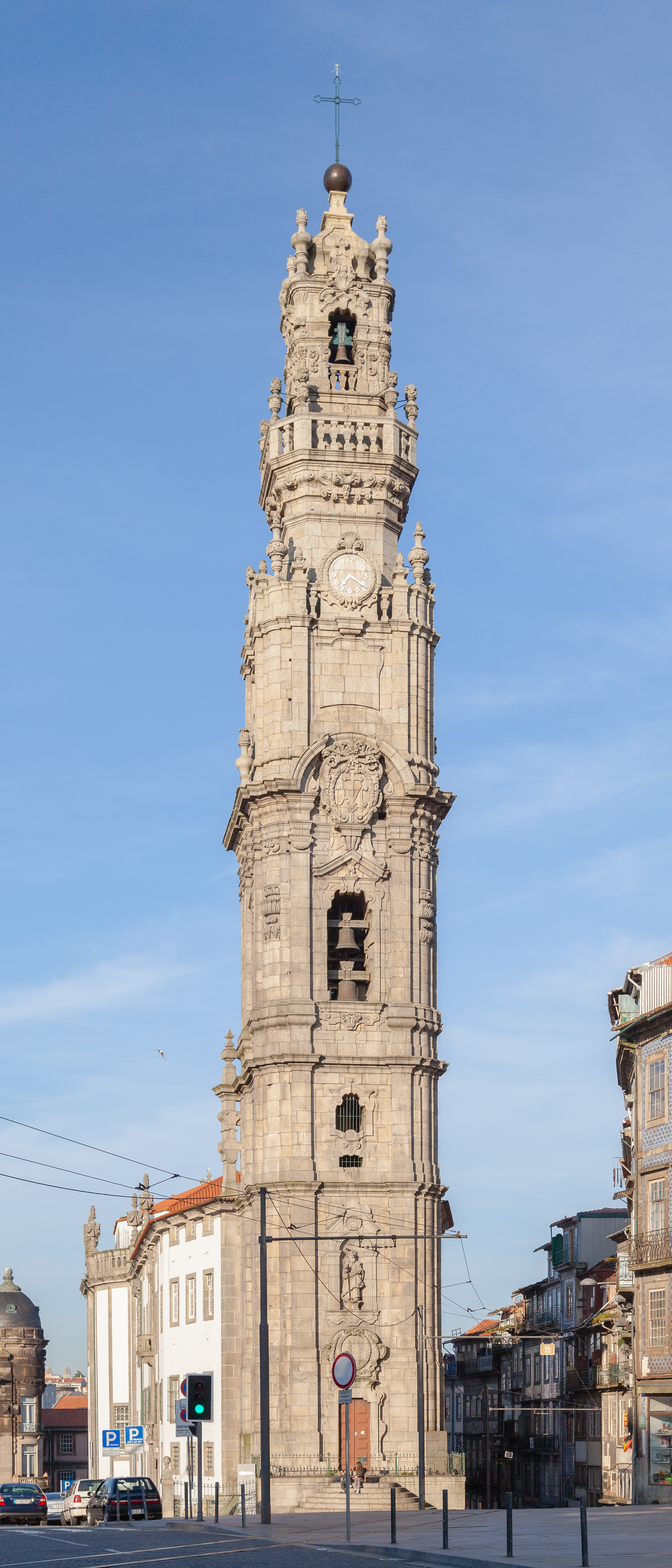
Torre dos Clérigos.
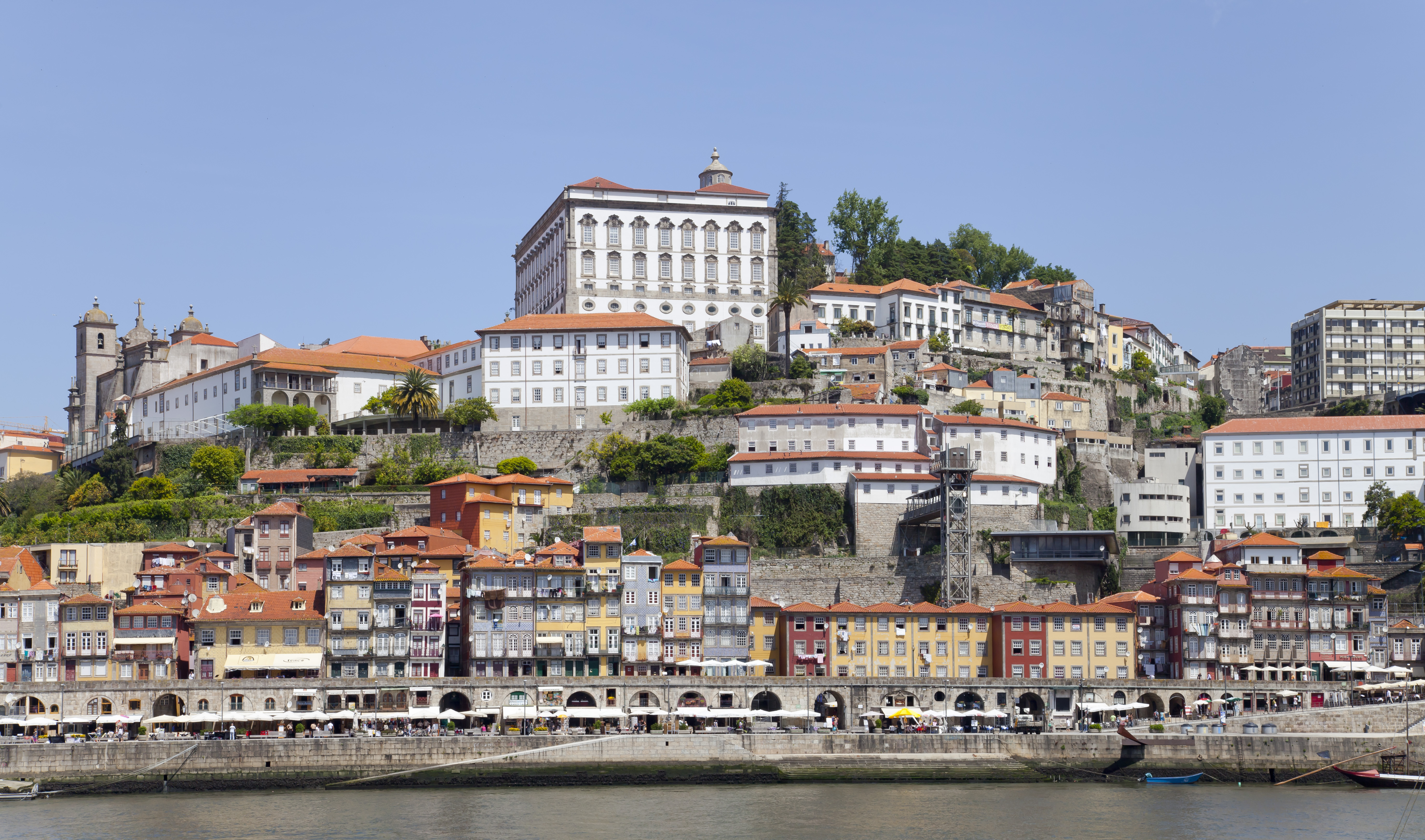
Antico quartiere di Ribeira.
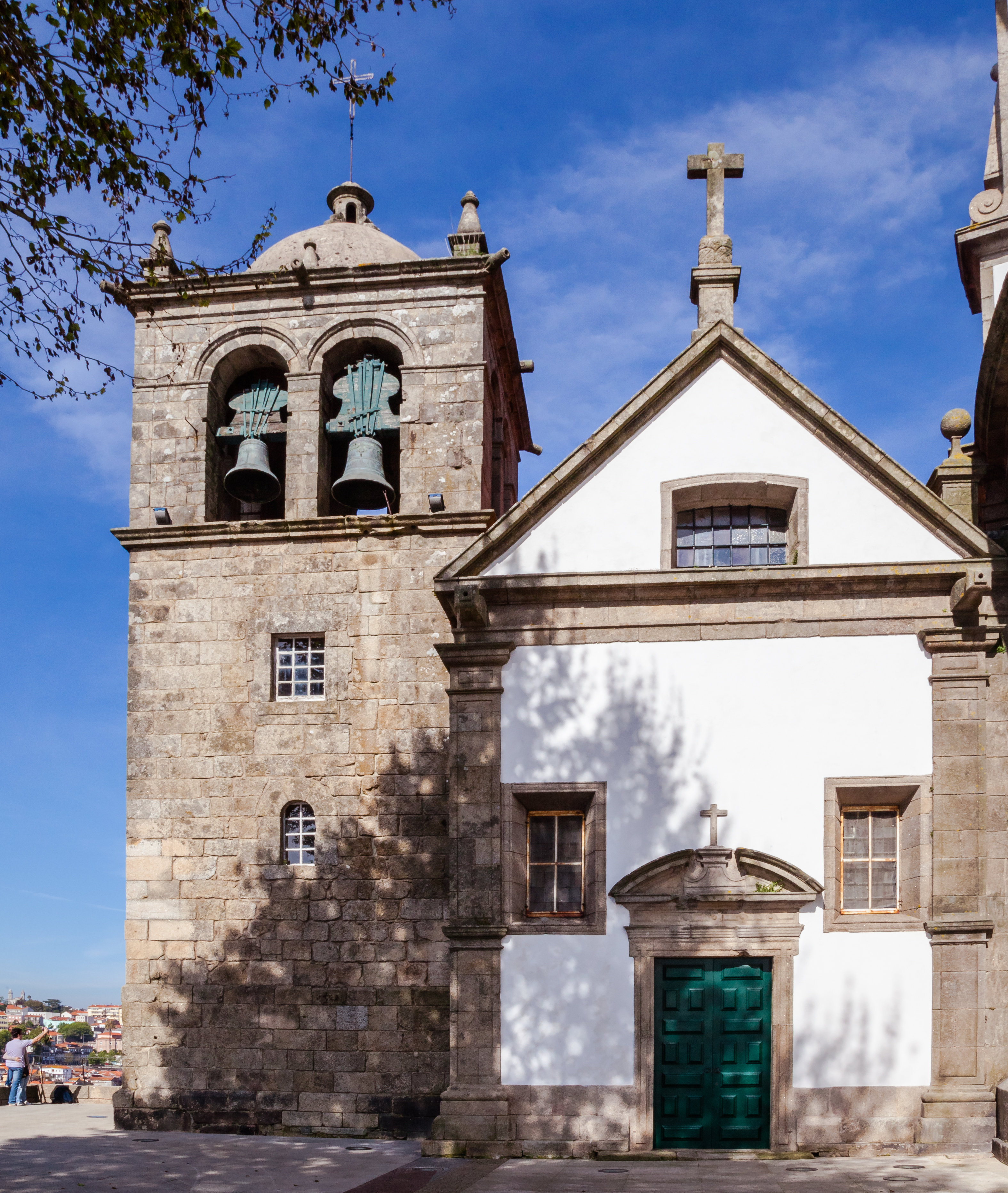
Chiesa di Serra do Pilar.
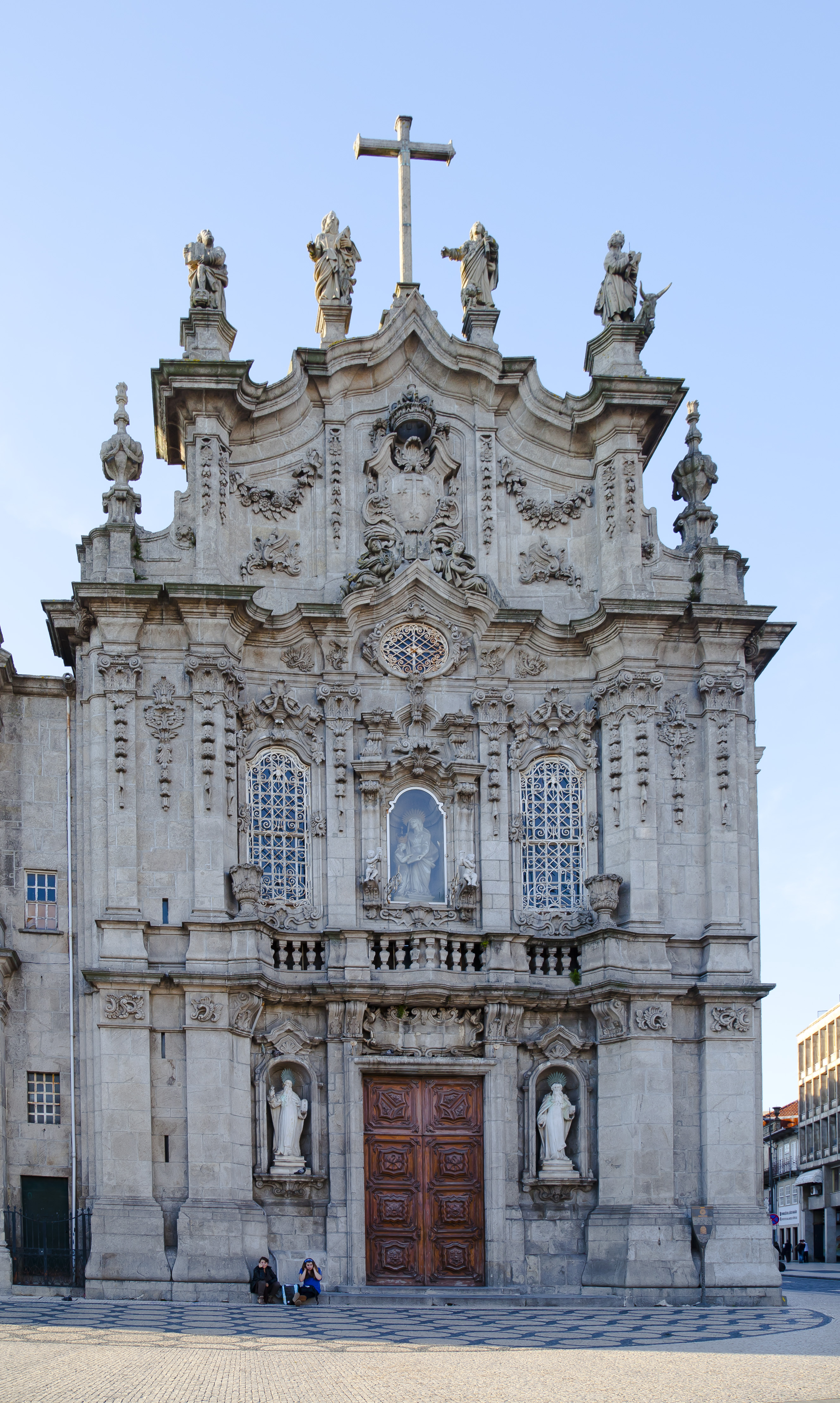
Chiesa del Carmen.
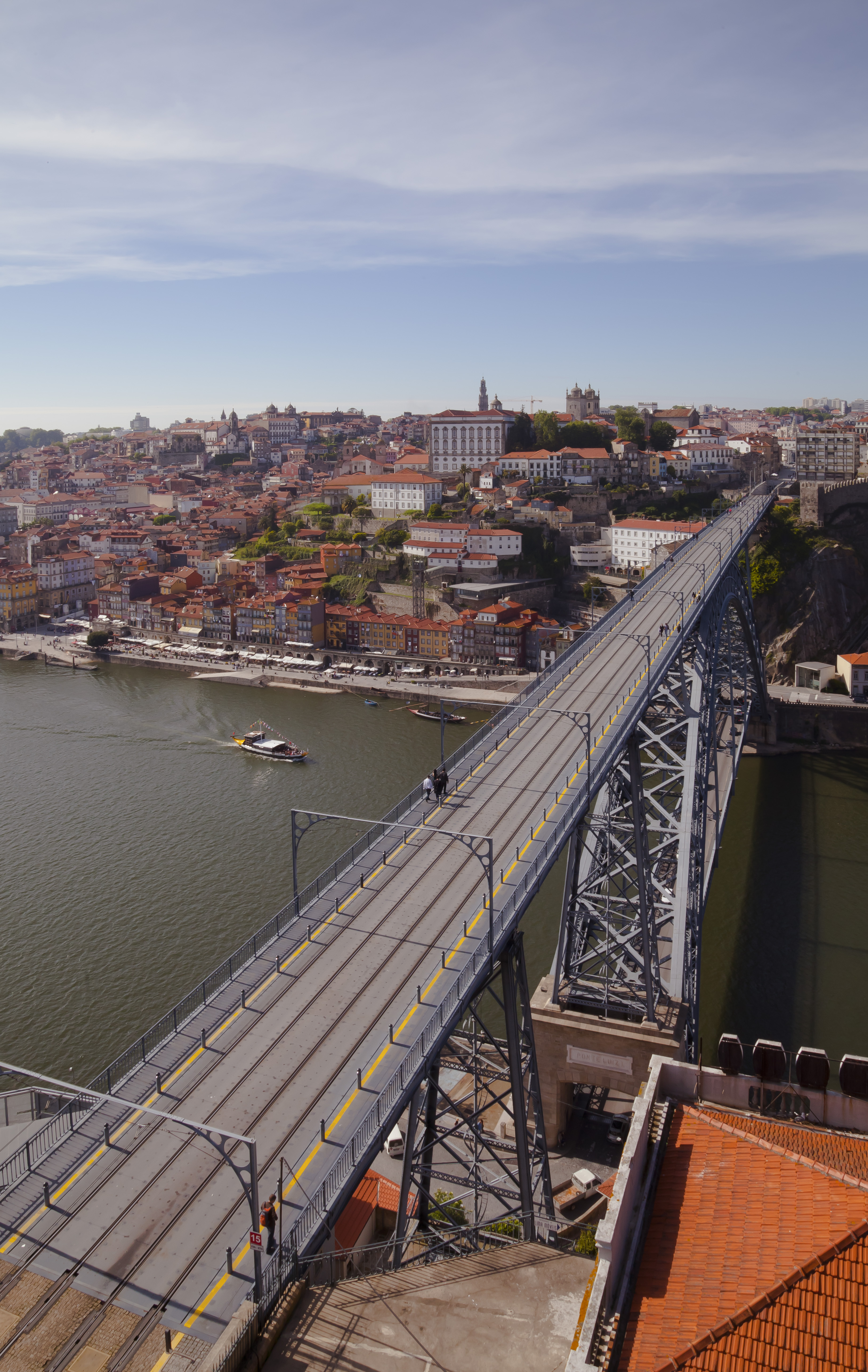
Ponte Don Luis I.
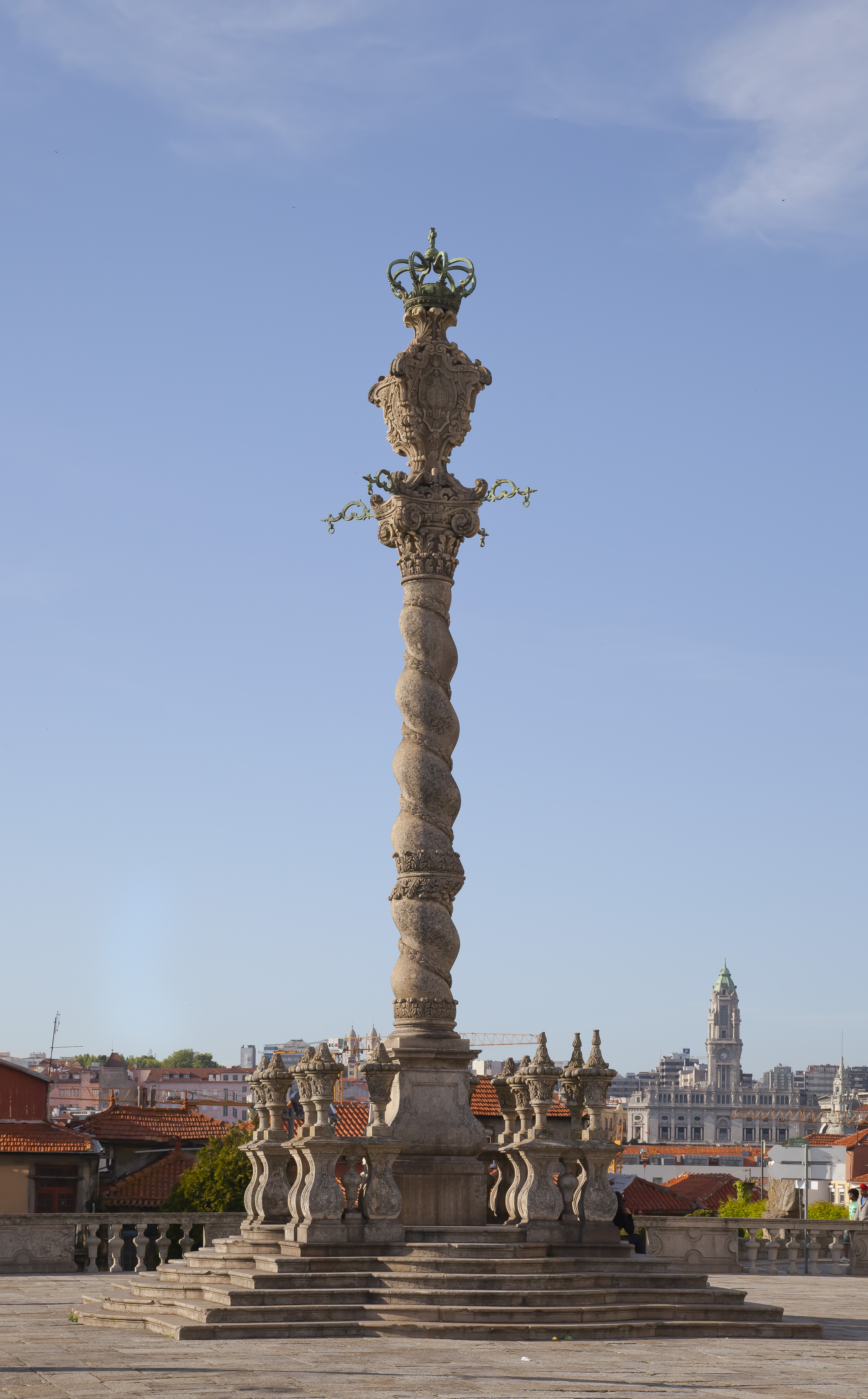
Pelourinho do Porto.
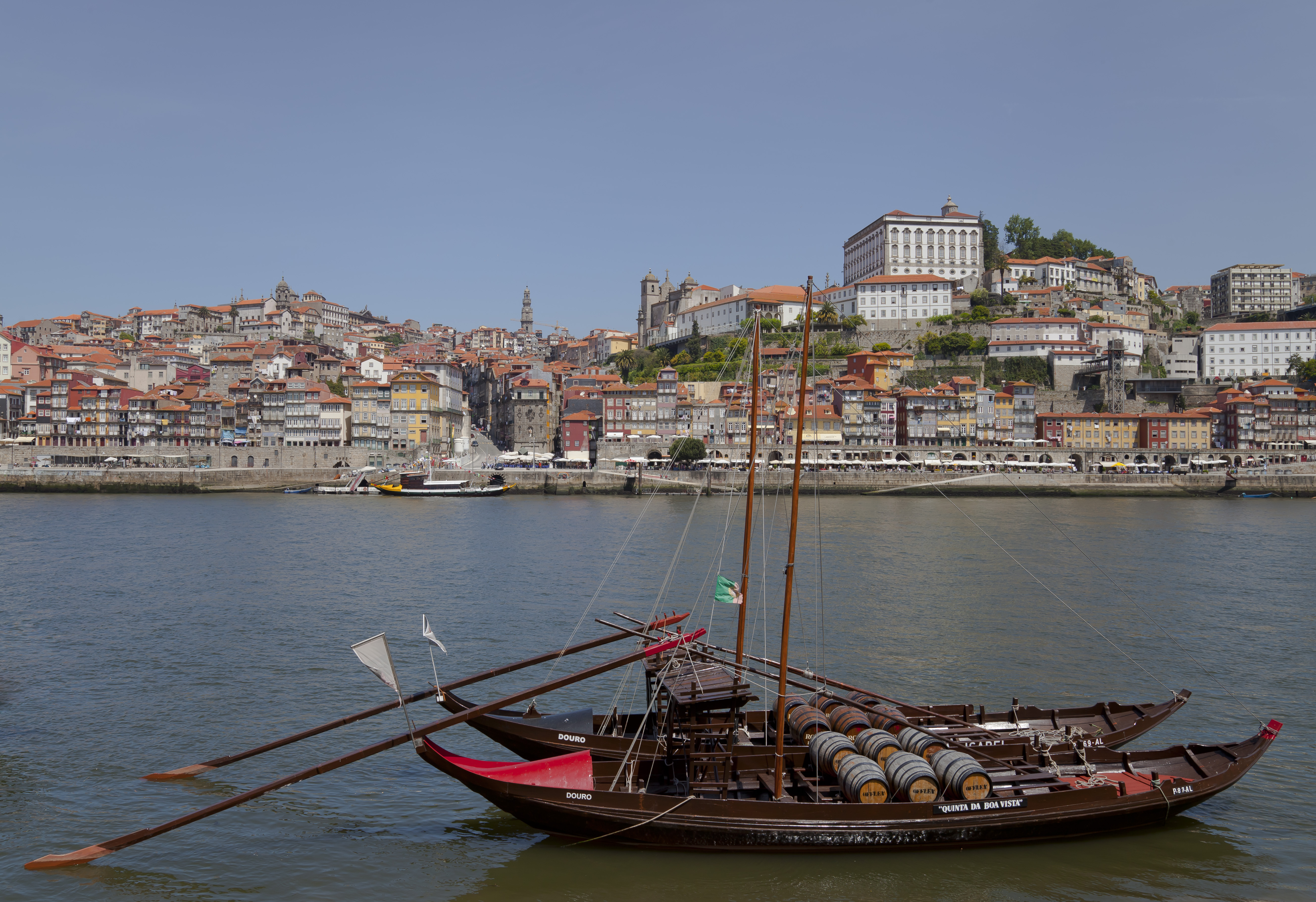
Rabelos sul fiume Duero.
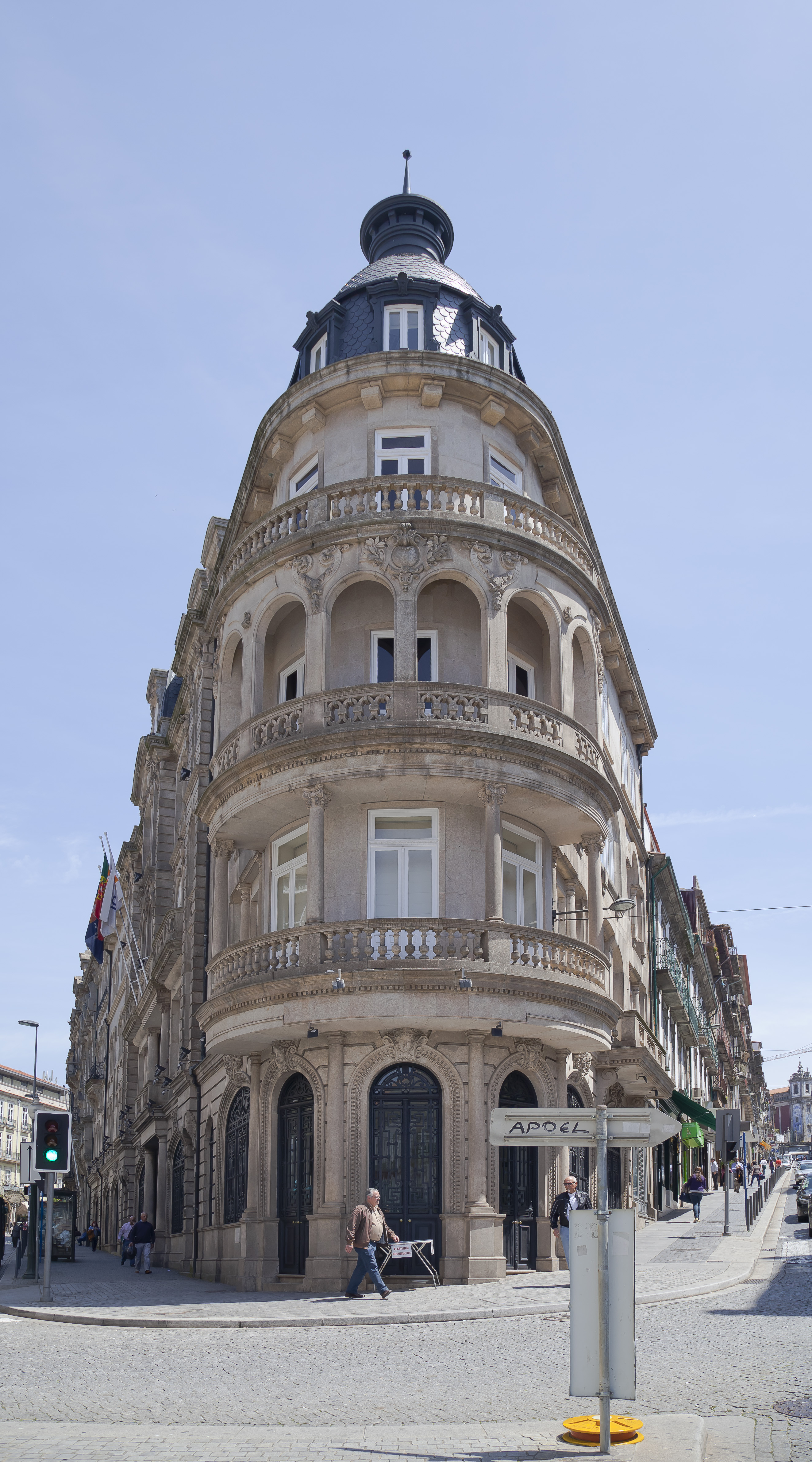
Rua de Trinta e Um de Janeiro.
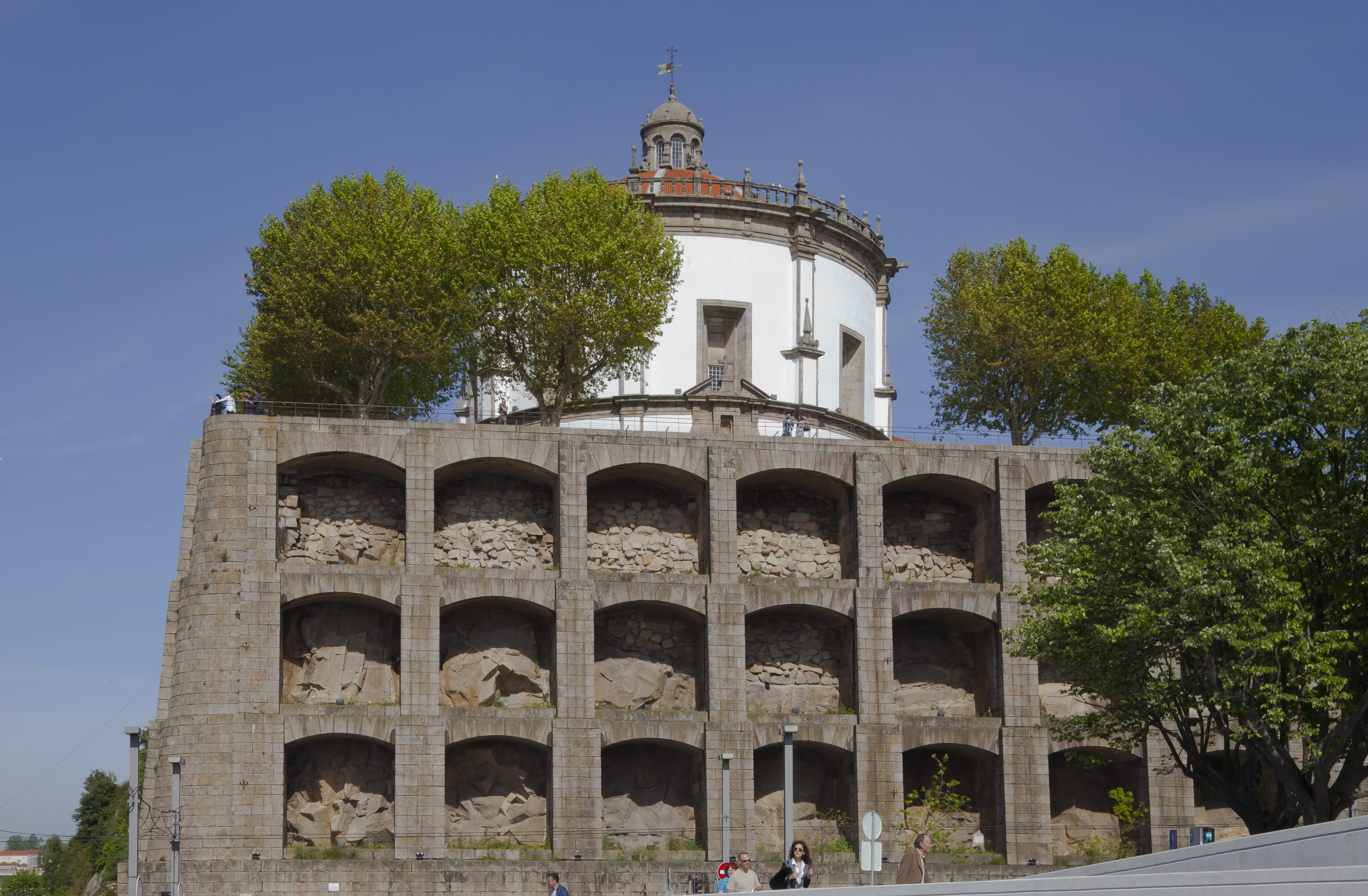
Serra do Pilar.
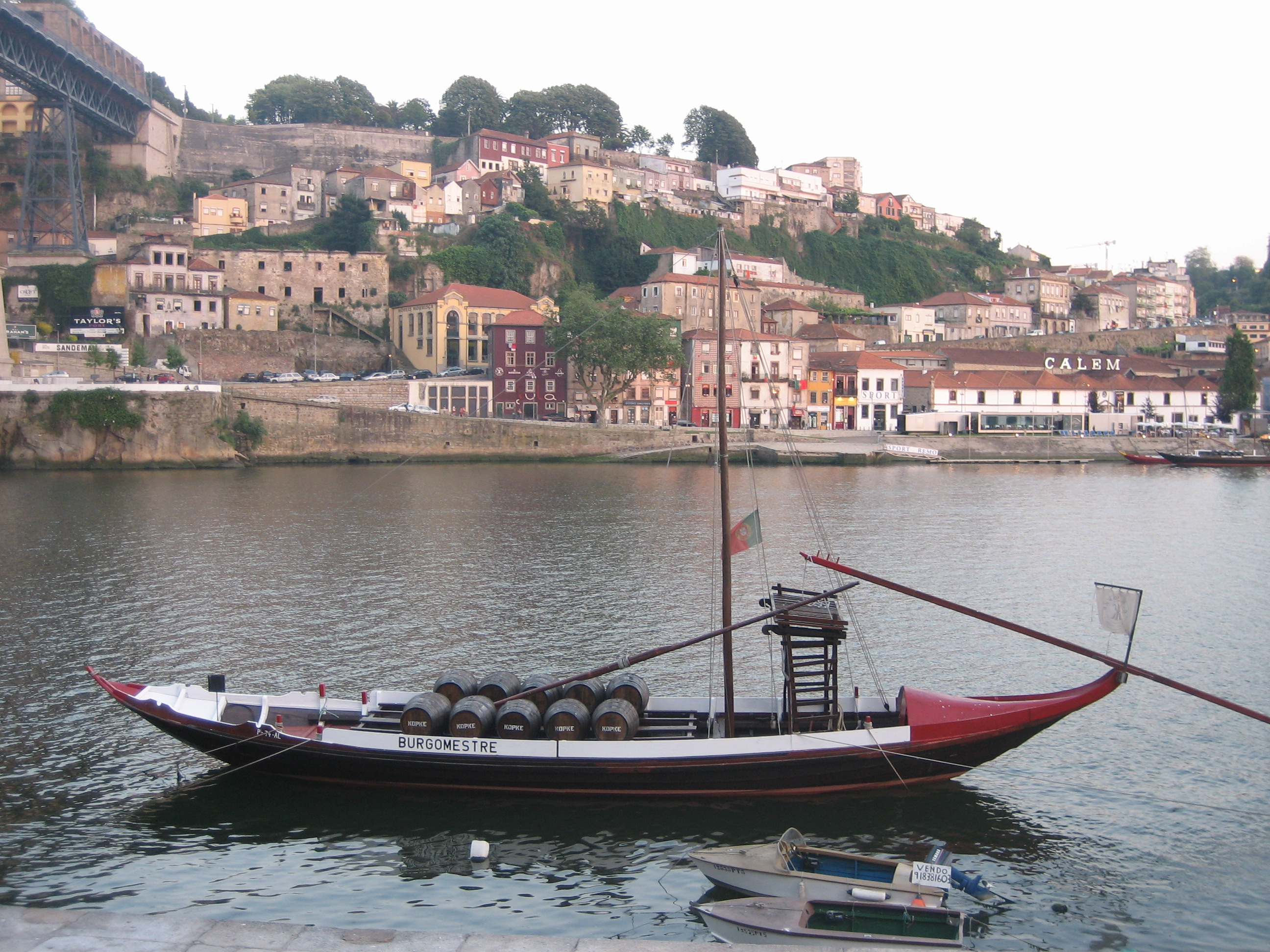
Barca sul Douro
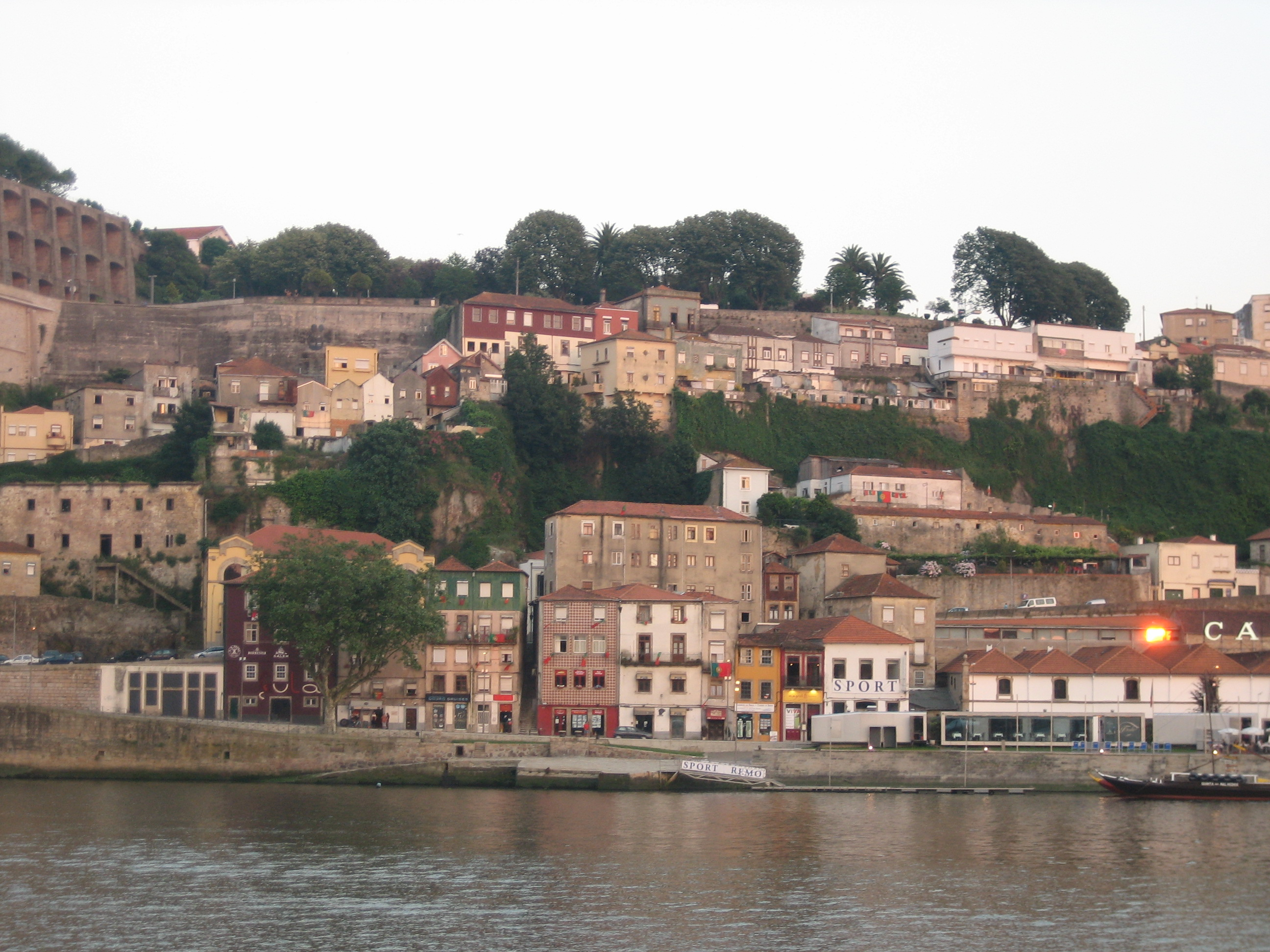
Il fiume Douro a Porto